# Кваджок
Кваджок — столиця штату Вараб, у Південному Судані.

## Історія
У 1923 році у цьому місці була утворена католицька місія.
За словами очевидців у травні 1995 року суданські військові нападали і грабували місцевих мешканців.
У 2008 році більшість місцевих мешканців були вимушені покинути рідні місця.
У 2011 році місто стало столицею штату Вараб.